# Ère Chōkyō
L'ère Chōkyō (長享) est une des ères du Japon (年号, nengō, lit. « nom de l'année ») après l'ère Bunmei et avant l'ère Entoku. Cette ère couvre la période allant du mois de juillet 1487 au mois d'août 1489. L'empereur régnant est Go-Tsuchimikado-tennō (後土御門天皇)

## Changement d'ère
- 1487 Chōkyō gannen (長享元年?) : Le nom de la nouvelle ère est créé pour marquer un événement ou une succession d'événements. La précédente ère se termine quand commence la nouvelle, en Bunmei 19.

## Événements de l'ère Chōkyō
- 1487 (Chōkyō 1) : Le régent kampaku Takatskasa-no Masahira est remplacé par l'ancien naidaijin Kiyosho-no Masatada[3].
- 1487 (Chōkyō 1, 8e mois) : L'udaijin Ōe-no mikado Nobukatsu meurt à l'âge de 42 ans[3].
- 1487 (Chōkyō 1, 8e mois) : Le shogun Yoshihisa est à la tête d'une grande armée contre Rokkaku Takayori (également connu sous le nom  « Rokkaku Tobatsu »), le daimyo de la province d'Ōmi au sud[4].

| Chokyu    | 1re  | 2e   | 3e   |
| Grégorien | 1487 | 1488 | 1489 |